# Oscar Korbla Mawuli Awuku
Oscar Korbla Mawuli Awuku (Accra, 1999), plus connu sous le nom de Yonga Arts, le nom de sa marque artistique, est un artiste corporel, peintre et sculpteur ghanéen.

## Biographie
Oscar Korbla Mawuli Awuku naît à Accra, capitale du Ghana, le 18 mai 1999. Il est le fils aîné des trois enfants de Maxwell Awuku et Bridgette Dzidzineyo.
Il fait ses études primaires à la Senajoy Preparatory School d'Accra (2001-2014), puis à la Mawuli School (en), où il étudie les arts visuels jusqu'en 2017. Il intègre l'année suivante l'université technique Takoradi (en) (Sékondi), où il étudie les Arts commerciaux dans la faculté de Peinture,.
Bien qu'une carrière artistique soit mal vue au Ghana, sa mère le soutient fortement pour se lancer dans sa carrière artistique, ce qui l'inspire à ses débuts : « en grandissant, tout ce que j'ai toujours voulu faire, c'est dépeindre la force et l'autonomisation des femmes, ainsi que leur capacité à procréer et à élever des enfants », explique-t-il à Ghanaweb en 2020 ; il revendique un positionnement féministe, souhaitant l'égalité des chances dans les postes à responsabilité,. Il souhaite ainsi utiliser son talent pour résoudre les problèmes de la société et de la diaspora au sens large.
Mawuli Awuku travaille avec la peinture numérique, la peinture sur toile, la sculpture et l'art corporel, qu'il commence à pratiquer par hasard en 2018, après qu'un ami lui propose de peindre sur des corps pour les besoins d'un vidéo clip ; cette pratique devient ensuite son art de prédilection,. Il se réclame de l'anansisme, un courant inspiré du personnage mythique ghanéen ashanti Anansi, une araignée prenant l'apparence d'un homme,,. Il utilise des motifs de toile ou d'araignée et des symboles Adinkra pour créer sur le corps des œuvres appelant la connaissance et la sagesses des ancêtres, dont les valeurs disparaissent peu à peu.
En 2020, Mawuli Awuku est nommé pour le prix Ghana Arts and Culture. Il se fait principalement connaître grâce aux photos et aux vidéos de ses œuvres qu'il poste sur les réseaux sociaux Youtube et Instagram, obtenant des millions de vues sur le premier. Il regrette que le Ghana n'ait pas assez d'établissements pour accueillir et soutenir l'art et l'artisanat local et est représenté par une galerie de Johannesbourg (Afrique du Sud).

## Œuvre

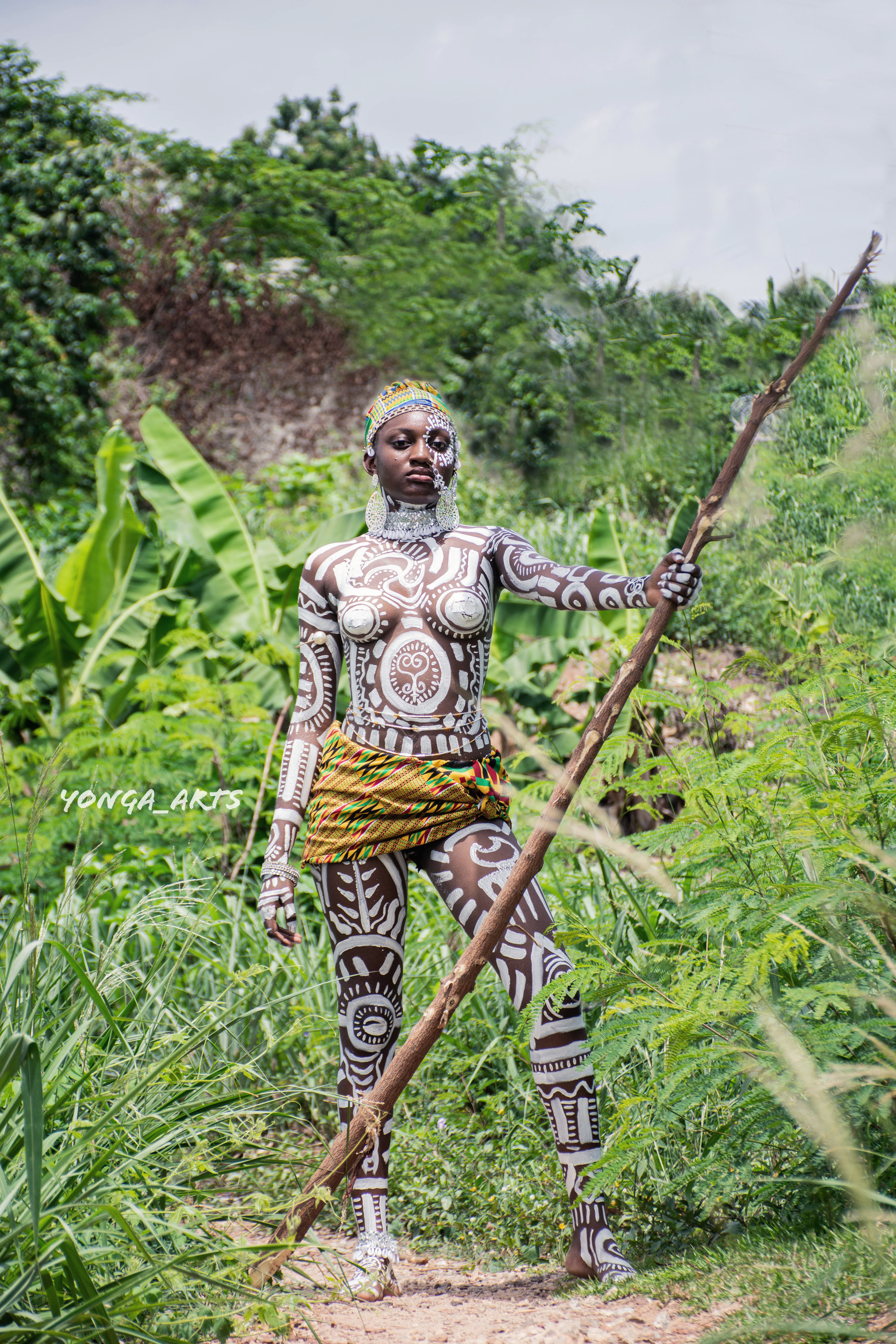
Dipo Girl, de Mawuli Awuku (2020).

Lorsqu'il commence à pratiquer l'art corporel, l'objectif de Mawuli Awuku est d'en faire un usage thérapeutique pour les personnes âgées afin qu'elles se sentent plus jeunes. Jeune se disant young, il a fondé sa marque artistique Yonga Arts,.
Mawuli Awuku a déclaré que son travail explore et s'inspire de la culture précoloniale, notamment la production de tissage Ashanti ou du peuple Ewe, dans laquelle « les fils sont jetés par-dessus et par-dessous d'autres fils de manière répétitive et rythmique pour former des motifs et des formes dans le dessin d'ensemble ». Il fait le lien entre ces traditions et le personnage d'Anansi, qu'il considère comme le « plus grand tisserand », pour créer son mouvement, l'anansisme. Se référant au motif du masque traditionnel, il déclare : « Mon utilisation constante du masque rituel est basée sur la croyance qu'il transforme conceptuellement son porteur en l'esprit représenté par le masque lui-même ».
Il aborde également les « pratiques décolonisées dans la culture contemporaine » et se penche sur l'essence de l'identité du corps noir, tout en défendant les femmes et en cherchant à poser des questions d'autonomisation dans la société,. Engagé, il dénonce la violence policière à travers son art, notamment en novembre 2020 lors de la répression violente d'une manifestation pacifique à Lagos, au Nigeria. Dans son œuvre Vailant Souls (2021), il représente quatre enfants brandissant le poing pour évoquer la rébellion et la prise de conscience des injustices commises vis-à-vis de la communauté noire.